# Hopefield
Hopefield è una cittadina sudafricana situata nella municipalità distrettuale di West Coast nella provincia del Capo Occidentale.

## Geografia fisica
Il piccolo centro sorge a circa 96 chilometri a nord di Città del Capo.

## Monumenti e luoghi d'interesse
- Elandsfontein, sito fossilifero dove è stato trovato il cranio fossile dell'Uomo di Saldanha[3].